# Durtal
Durtal là một xã trong vùng hành chính Pays de la Loire, thuộc tỉnh Maine-et-Loire, quận Angers, tổng Durtal. Tọa độ địa lý của xã là 47° 40' vĩ độ bắc, 00° 14' kinh độ đông. Durtal nằm trên độ cao trung bình là 34 mét trên mực nước biển, có điểm thấp nhất là 21 mét và điểm cao nhất là 94 mét. Xã có diện tích 60,58 km², dân số vào thời điểm 1999 là 3224 người; mật độ dân số là 53 người/km².

## Thông tin nhân khẩu
| 1962  | 1968  | 1975  | 1982  | 1990  | 1999  |
| ----- | ----- | ----- | ----- | ----- | ----- |
| 3 102 | 3 161 | 3 251 | 3 240 | 3 195 | 3 224 |

## Nhân vật nổi tiếng
- François de Scépeaux, bá tước của Durtal, (1510 - 1571), chính khách và nhà ngoại giao, từ 1562 thống chế của Pháp